# (9145) Shustov
(9145) Shustov (1976 GG3) – planetoida z pasa głównego asteroid okrążająca Słońce w ciągu 4,27 lat w średniej odległości 2,63 j.a. Odkryta 1 kwietnia 1976 roku.